# MediaShow
MediaShow（メディアショー）は、サイバーリンクが開発・販売する、写真やビデオを管理したりスライドショーを作成したりするソフトウェアである。

## 主な機能
管理と取り込み
- デジタル写真とビデオの取り込み、再生、ネイティブ3D写真、ビデオのサポート。
- 顔認識機能FaceMeによる写真内の人物認識。
- 撮影日時情報を元にカレンダーに写真とビデオをサムネイル表示。

補正とパーソナライズ
- 写真やビデオの編集、白黒、セピアなどのエフェクトを適用。
- 3Dを含む写真とビデオを補正。
- 2Dや3D写真にテキストやトランジションを利用したフォトスライドショーの作成。
- テンプレートで 2D や 3D のビデオ作品を自動作成。

共有、出力
- DVD、Blu-ray Disc、AVCHDディスクに写真とビデオを記録。
- FlickrやYouTubeに直接アップロード。Facebookでは顔認識機能FaceMeで追加したタグ情報も一緒に公開可能。

## バージョン履歴
MediaShow
- 2002年10月9日発売[1]
- 2003年6月5日、MediaShow2.0へのアップデートが配布された[2]。

Medi＠Show 3
- 2004年9月3日発売[3]

MediaShow 4
- 2008年3月28日発売[4]。
- ドラッグ＆ドロップでの編集に対応。
- DVDオーサリング機能。
- FlickrやYouTubeを通して直接オンラインで公開。

MediaShow 5
- 2009年9月7日発売[5]。
- 顔認識技術とタグ機能。
- 写真の明暗、赤目、手ブレ、ホワイトバランスなどのワンクリック補正。
- Intel Core i7、NVIDIA CUDA、ATI Streamハードウェア支援技術に最適化。
- 株式会社プラザクリエイトの運営するDigipriにオンラインプリント注文が可能。
- AVCHDとBlu-rayディスクへのオーサリング。

MediaShow 6
- 2012年4月3日発売[6]。
- デジタル写真とビデオの取り込み、再生、ネイティブ 3D 写真、ビデオのサポート。
- 撮影日時情報を元にカレンダーに写真とビデオをサムネイル表示。
- 2D や 3D 写真にテキストやトランジションを利用したフォトスライドショーの作成。
- MediaShow上でFacebookの友達の写真やビデオアルバムにアクセス。
- Dropboxなどのオンラインストレージサービスのボリュームをローカルストレージとして認識。